# Maru
Maru (jap. まる, ur. 24 maja 2007) – japoński kocur rasy szkocki fold z prostymi uszami (scottish fold with straight ears), którego nagrania filmowe zyskały sobie dużą popularność za pośrednictwem serwisu YouTube – każdy z nich notuje ponad milion odsłon. Dzięki nim stał się również bohaterem spotów reklamowych i artykułów prasowych, m.in. w „Entertainment Weekly” i „The New York Times”.
Nagrania z Maru publikowane są w YouTube w kanale o nazwie mugumogu, założonym przez właściciela kota. Zamieszczone w nim filmy przedstawiają kota podczas zabaw i różnych zabawnych sytuacji. We wrześniu 2009 r. kanał z kotem Maru uplasował się na dziewiątej pozycji pośród najczęściej subskrybowanych w Japonii. Nagrania Maru zostały również wydane na płycie DVD dostępnej do kupienia m.in. za pośrednictwem księgarni internetowej Amazon.